# Accalathura gigas
Accalathura gigas là một loài chân đều trong họ Leptanthuridae. Loài này được Whitelegge miêu tả khoa học năm 1901.